# Старый Карантин
Ста́рый Каранти́н (укр. Старий Карантин, крымскотат. Eski Karantin, Эски Карантин) — микрорайон города Керчи, расположен на берегу Керченского пролива, в южной части территории, подчинённой городскому округу Керчь (согласно административно-территориальному делению Украины — Керченскому горсовету Автономной Республики Крым). От центральной части города отделён довольно обширной незастроенной территорией. Иногда рассматривается как часть более крупного микрорайона Аршинцево (Камыш-Бурун). До середины XX века — отдельное село.

## История
Впервые в доступных источниках селение встречается на карте 1836 года, на которой на хуторе Старый Карантин 35 дворов, а на трёхверстовой карте Шуберта 1865—1876 года хутор Старый Карантин Керчь-Еникальского градоначальства обозначен без указания числа дворов. Согласно «Списку населённых мест Таврической губернии по сведениям 1864 года», составленному по результатам VIII ревизии 1864 года, Амбелаки (Старый Карантин) — «урочище городского ведомства при заливе Керчъ-Еникальского пролива» с 7 дворами, 129 жителями и рыбными заводами. В «Памятной книге Таврической губернии 1889 года», составленной по результатам Х ревизии 1887 года, в Старом Карантине числилось 54 двора и 270 жителей. Перепись 1897 года зафиксировала в деревне 896 жителей, из которых 866 православных. Также лишь упоминается в «Памятной книжке Керчь-Еникальского градоначальства на 1913 год».
После установления в Крыму Советской власти, по постановлению Крымревкома, 25 декабря 1920 года из Феодосийского уезда был выделен Керченский (степной) уезд, Керчь-Еникальское градоначальство упразднили, Постановлением ревкома № 206 «Об изменении административных границ» от 8 января 1921 года была упразднена волостная система и в составе Керченского уезда был создан Керченский район в который вошло село (в 1922 году уезды получили название округов). 11 октября 1923 года, согласно постановлению ВЦИК, в административное деление Крымской АССР были внесены изменения, в результате которых округа были отменены и основной административной единицей стал Керченский район. Согласно Списку населённых пунктов Крымской АССР по Всесоюзной переписи 17 декабря 1926 года, в селе Старый Карантин, центре упразднённого к 1940 году Старо-Карантинного сельсовета Керченского района, числилось 263 двора, из них 104 крестьянских, население составляло 1157 человек, из них 903 украинца, 228 русских, 9 болгар, 6 греков, 4 армян, 4 латша, 1 еврей, 1 немец, 1 записан в графе «прочие», действовала русская школа I ступени (пятилетка). Постановлением ВЦИК «О реорганизации сети районов Крымской АССР» от 30 октября 1930 года (по другим сведениям 15 сентября 1931 года) Керченский район упразднили и село, вместе с сельсоветом, присоединили к городу Керчи, а, с образованием в 1935 году Маяк-Салынского района (переименованного 14 декабря 1944 года в Приморский) — в состав нового района. Время переименования Старого Карантина в Горком пока не установлено: на пятикилометровке Крыма 1938 года ещё старое название, а на километровой карте Генштаба Красной армии 1941 года уже оба, причём Горком — как основное, с 256 дворами. Указом Президиума Верховного Совета РСФСР от 18 мая 1948 года, сёла Горком и Камыш-Бурун объединили и переименовали в Аршинцево. Время переподчинения Керченскому горсовету пока не установлено.